# 辰溆片
辰溆片或吉漵片為湘语的重要支系之一，分布在中華人民共和國湖南省西部及沅水中游，主要通行在湘西土家族苗族自治州泸溪县和怀化市辰溪县及溆浦县。

## 特点
湘语辰溆片古全浊声母舒声字今逢塞音、塞擦音时平声读不送气浊音，仄声（上、去）基本读不送气清音；全浊入声字多数清化。

## 地理分布
湘语辰溆片核心区域分布在泸溪、辰溪、溆浦三县，湘西州南部和怀化市北部县市方言也时常被划入此片。另外在广西龙胜县有部分方言岛分布。泸溪、辰溪、溆浦三县地理上相连，均处于武陵山向雪峰山过渡地带、沅水中游，三县曾经在历史上同属黔中郡、武陵郡、辰州、泸溪郡、辰沅道、沅陵专区，在地理、政治、文化上有着极深的渊源和高度的相似性。

## 语言划分
湘语辰溆片位于湘语、西南官话、赣语过渡区域，加之又是苗族、土家族、瑶族、侗族等少数民族聚居区，长期来各种语言相互交织影响，错综复杂，学术界对此区域的语言存在较大争议。即便是辰溆片核心区域，相同的县内各地的方言读音仍然存在较大差异，故学术界对此区域的方案认识只是基于三县城关（浦市镇、辰阳镇、卢峰镇）。
1960年发布的《湖南省汉语方言普查总结报告》将湖南方案分为湘方言、西南官话、接近江西方言三个区域。泸溪、辰溪、溆浦属于湘语辰溆土语群。
杨时逢在1974年发布的《湖南方言调查报告》中将湘语分布5个区域，由第一类典型的湘语到第五类类似于西南官话的方言层层过渡。其中溆浦属于第二区，泸溪、辰溪属于第五区。
日本学者辻伸久1979年在《湖南诸方言の分类と分布》中根据古全浊声母今读的特性，将湖南方言分成新湘型、老湘型、江西型、北方型四片。泸溪、辰溪、溆浦属于老湘型。
游汝杰和周振鹤1983年在《湖南省方言区划及其历史背景》利用数学集群方法将湖南方言划分成湘语北区、湘语南区、赣客语片、西南官话片以及湘语和西南官话混合区等五个区。泸溪、辰溪、溆浦属于西南官话片。
鲍厚星和颜森1986年所著的《湖南方言的分区》依据是古全浊声母的变化，将湖南方言分为六个区：湘语、湘南土话、瓦乡话、赣语、客家话、西南官话。泸溪、辰溪、溆浦大部地区方言分属于湘语区，部分地区属于瓦乡话地区。
李荣1987年主编的《中国语言地图集》将湘语分为长益片、娄邵片、吉溆片三片。将泸溪、辰溪、溆浦归为吉溆片，同时指出该三县分阴去、阳去，与同属吉溆片的其他地方存在区别。
吴启生在1999年主编的《湖南方言研究丛书》代前言中正式提出将泸溪、辰溪、溆浦三县方言归为“湘语辰溆片”，而将原吉溆片其他地区归入西南官话吉永片。
鲍厚星与陈晖在2005年撰写的《湘语的分区（稿）》中对于湘语的范围和分区进行了调整，将湘语分为长益片、娄邵片、辰溆片、衡州片、永州片等五片。将吉溆片改名为辰溆片，涵盖泸溪、辰溪、溆浦三县。